# Empis makololo
Empis makololo är en tvåvingeart som beskrevs av Smith 1969. Empis makololo ingår i släktet Empis och familjen dansflugor. Inga underarter finns listade i Catalogue of Life.